# Antonin Magne
Vous lisez un « bon article » labellisé en 2017.
Antoine Marius Magne dit Antonin Magne, né le 15 février 1904 à Ytrac (Cantal) et mort le 8 septembre 1983 à Arcachon (Gironde), est un coureur cycliste français, professionnel de 1926 à 1939. Vainqueur du Tour de France en 1931 puis en 1934, il y gagne neuf étapes en dix participations, et s'y classe troisième en 1930 et deuxième en 1936. Coureur majeur des années 1930, il compte également à son palmarès un titre de champion du monde sur route en 1936 et trois succès consécutifs dans le Grand Prix des Nations entre 1934 et 1936. Il échoue en revanche dans sa quête du maillot de champion de France, se classant quatre fois à la deuxième place de l'épreuve.
Travailleur et méticuleux, celui qui est surnommé « Tonin le sage » ou encore « Tonin la méthode », est reconnu comme précurseur dans les domaines de l'entraînement sportif et de la diététique. Il fait preuve de rigueur dans sa préparation et incarne à la fois le style et le respect des règles au sein du peloton. Il tire son caractère plutôt secret de ses origines auvergnates et de son éducation dans l'esprit des traditions rurales et des valeurs du travail. À la fin de sa carrière de coureur, il devient laitier-nourrisseur en reprenant l'exploitation familiale de Livry-Gargan après le décès de son père pendant l'exode au début de la Seconde Guerre mondiale et l'emprisonnement en Allemagne de son frère, Pierre, ancien coureur professionnel comme lui.
En 1945, il devient directeur sportif de l'équipe Mercier, un poste qu'il occupe pendant vingt-cinq ans. Très vite, son équipe affirme sa domination sur le cyclisme français puis mondial et remporte plusieurs victoires de prestige. Antonin Magne dirige notamment des coureurs de renom comme Rik Van Steenbergen, Louison Bobet et Raymond Poulidor, et participe à l'éclosion de jeunes coureurs français de talent, à l'image de Bernard Gauthier. Figure emblématique du cyclisme français, reconnaissable à sa blouse blanche et son béret basque dont il ne se sépare jamais, il applique à ses coureurs la même discipline stricte qu'il s'est imposée tout au long de sa carrière sur la route.

## Biographie

### Jeunes années
Antonin Magne naît le 15 février 1904 dans la ferme de ses grands-parents à Ytrac, un village du Cantal. Ses parents, Pierre Magne et Elisa Lavigne, exercent la profession de vachers chez un fermier de Villemomble, en région parisienne. Antonin est alors confié à un couple d'amis à Ytrac, chez qui il reste jusqu'à l'âge de 4 ans. Il rejoint ses parents, désormais installés à Livry-Gargan où ils louent une ferme, et son frère cadet Pierre, né entre-temps. Les deux jeunes frères assurent régulièrement les tournées de lait au retour de l'école et pendant les vacances scolaires. En 1916, Antonin Magne obtient son certificat d'études primaires avec la mention « bien » et reçoit en cadeau son premier vélo. Il choisit de rester auprès de sa mère pour tenir la ferme familiale pendant l'absence de son père, mobilisé pour la Première Guerre mondiale.
Passionné par les trains depuis son plus jeune âge, Antonin Magne cherche à se faire embaucher comme cheminot à la Compagnie des chemins de fer de l'Est après l'armistice de 1918, sans succès. Il entre alors en apprentissage chez un marchand de cycles et de voitures des Pavillons-sous-Bois. Parallèlement, il adhère à un club sportif de cette ville et pratique la boxe, avant de se tourner vers le cyclisme,. En août 1920, il dispute sa première course sans en parler à son père qui désapprouve l'intérêt de son fils pour ce sport. L'année suivante, à la fin de son apprentissage, il est embauché comme mécanicien par la société Daunay, sur le boulevard Voltaire à Paris, et continue, toujours en cachette, de s'entraîner à vélo en compagnie de son frère Pierre. Licencié deux ans plus tard, il retrouve un emploi à mi-temps pour les Cycles Peugeot. Ses nombreux succès dans les épreuves interclubs lui valent d'être repéré par Alphonse Baugé, directeur du consortium La Sportive. Antonin Magne intègre la Société sportive de Suresnes et dispute les principales épreuves du calendrier amateur sur des vélos de la marque Alléluia et sous la direction de Léopold Alibert. Il compte notamment des victoires sur le Circuit des Monts du Roannais et sur Paris-Amiens lors de la saison 1923,.
Au début de l'année 1924, Antonin Magne gagne la course Paris-Bernay puis rejoint Kiel en Allemagne, où il doit effectuer son service militaire au sein du 170e régiment d'infanterie. Il y retrouve son ami Julien Moineau, également coureur cycliste. L'année suivante, il obtient son diplôme de moniteur d'éducation physique avec la spécialité de nageur-plongeur puis est affecté à Épinal où, parallèlement à ses obligations militaires, il remporte une épreuve locale, le Grand Prix d'Épinal. À la fin de son service militaire, il retrouve son entraîneur Léopold Alibert qui lui propose de passer professionnel au sein de l'équipe Alléluia pour la saison 1926.

### Carrière cycliste

#### Premiers succès (1926-1929)

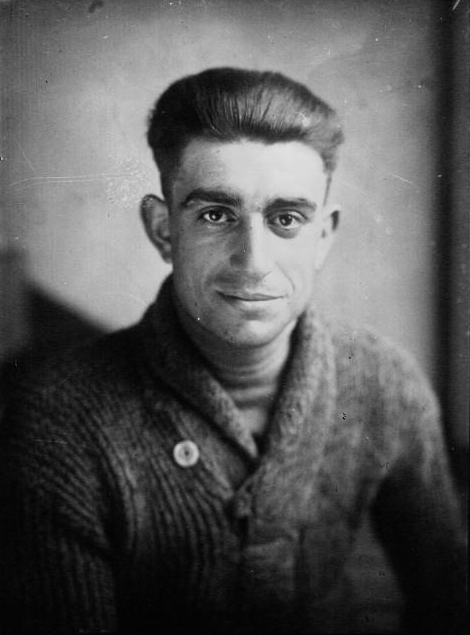
Antonin Magne en 1929.

Antonin Magne remporte son premier succès professionnel dès sa première saison en 1926, sur la course Paris-Saint-Quentin. L'année suivante, il fait ses débuts dans le Tour de France en compagnie de Julien Moineau et de son frère Pierre qui l'a rejoint au sein de la formation Alléluia,. Bien qu'inexpérimenté, il se distingue en remportant la quatorzième étape entre Marseille et Toulon et termine sixième du classement général, soit deux rangs derrière le premier Français, André Leducq. La même année, il gagne Paris-Limoges devant Marcel Colleu,, puis remporte le GP Wolber, disputé par équipes sur un parcours de 267 kilomètres de Paris à Rouen et retour.
En 1928, Antonin Magne dispute la classique Bordeaux-Paris pour la première fois. Pris de fringale, il doit se contenter de la quatrième place, loin du vainqueur belge, Hector Martin. Pour sa deuxième participation au Tour de France, il se classe à nouveau sixième, mais remporte cette fois deux étapes : il s'impose d'abord à Grenoble pour la treizième étape, puis remporte l'avant-dernière étape à Dieppe, à la veille de l'arrivée. Il joue également un rôle important dans la victoire de son coéquipier Marcel Bidot à Vannes dans la cinquième étape, tandis qu'il se classe deuxième. En fin de saison, il manque de peu la victoire sur le Circuit de Champagne : après une longue échappée en solitaire, sur plus de 100 kilomètres, il est repris dans les derniers mètres par le coureur belge Aimé Dossche et doit se contenter de la deuxième place. Il prend part également au Critérium des routiers, disputé à Genève sur le circuit du Bouchet et qui présente une série de 22 sprints au cours desquels des points sont attribués aux cinq premiers coureurs. Vainqueur de trois sprints en début de course, Antonin Magne se classe finalement cinquième, juste devant son frère.
L'année suivante, il gagne son deuxième Paris-Limoges et s'impose également sur le Circuit des villes d'eaux d'Auvergne avant de se classer septième du Tour de France,.

#### Sur le podium du Tour (1930)

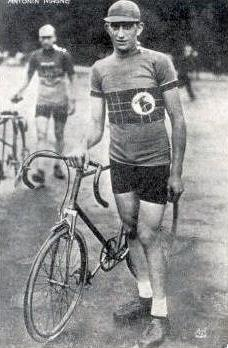
Antonin Magne avec le maillot de l'équipe Alléluia.

En 1930, Antonin Magne s'affirme comme l'un des meilleurs routiers français. Il réussit la meilleure performance de sa carrière sur Paris-Roubaix en prenant la troisième place : il règle au sprint le groupe des poursuivants, à près de sept minutes de Julien Vervaecke et Jean Maréchal, initialement vainqueur et déclassé. À la fin du mois d'avril, il se classe deuxième de Paris-Caen derrière André Leducq.
Le Tour de France se dispute pour la première fois avec la formule des équipes nationales. Antonin Magne, au vu de ses résultats sur la Grande Boucle les années précédentes, est logiquement sélectionné en équipe de France. Lors de la neuvième étape entre Pau et Luchon, il accompagne longtemps son frère Pierre, son coéquipier André Leducq et l'Italien Alfredo Binda, vainqueur de l'étape. Il remonte alors à la deuxième place du classement général tandis qu'André Leducq revêt le maillot jaune aux dépens de l'Italien Learco Guerra, qui a concédé 13 minutes sur l'étape. Antonin Magne remporte la douzième étape entre Montpellier et Marseille, puis perd du temps lors de la quatorzième étape de Cannes à Nice. La seizième étape marque un tournant dans l'épreuve : André Leducq chute une première fois dans le col du Galibier, puis dans la descente du col du Télégraphe, s'entaillant le genou gauche. Antonin Magne apporte alors de l'aide à son leader, découragé, accompagné des autres membres de l'équipe de France, Charles Pélissier, Marcel Bidot et Pierre Magne. Les Français rejoignent finalement l'homme de tête, Learco Guerra, après une chasse de deux heures, permettant même à André Leducq de s'imposer sur la ligne d'arrivée à Évian. Antonin Magne réalise ainsi un excellent Tour : tout au long de l'épreuve, il apporte un soutien précieux à son leader André Leducq, finalement vainqueur à Paris, tandis qu'il se classe au troisième rang et monte ainsi pour la première fois sur le podium de la Grande Boucle.
En fin de saison, il obtient plusieurs résultats significatifs : il remporte Paris-Vichy devant son coéquipier Julien Moineau, avec qui il s'est échappé à la sortie de Nevers, puis gagne la première et la troisième étapes du Tour du Pays basque, dont il se classe finalement deuxième. Il est également deuxième du Grand Prix du Marthonnais à Angoulême derrière le Belge Jean Aerts.

#### Première victoire sur le Tour (1931)
À la fin de la saison 1930, la société Alléluia, en proie à des difficultés financières, annonce son retrait des compétitions cyclistes. La plupart des équipiers d'Antonin Magne sont alors recrutés par l'équipe France-Sport, une formation modeste qui dispute principalement des épreuves régionales dans le sud-ouest et qui ne peut prendre en charge un coureur de son envergure. Dans le même temps, Magne ne peut trouver de place au sein des principales équipes françaises, dont les effectifs sont déjà au complet, et n'a d'autre solution que de courir à titre individuel, sous sa marque. Il confie la construction de ses cadres de compétition et d'entrainement à Marcel Masson, un artisan de Livry-Gargan. Le coureur tombe malade, atteint de la grippe, une semaine avant le départ de Paris-Roubaix, ce qui compromet fortement son début de saison. Il effectue son retour au Tour d'Italie, où il a négocié son engagement avec l'organisateur afin de couvrir ses frais de course. Il est incorporé à la modeste équipe Ganna, dans laquelle il est entouré de jeunes coureurs italiens. Il perd toute chance de bien figurer au classement général après avoir subi de nombreux incidents mécaniques dans l'étape vers Naples et se classe 29e de l'épreuve. Rentré d'Italie, il s'installe pendant trois semaines dans les Pyrénées, à Nay, auprès de Victor Fontan, ancien coureur de l'équipe de France, qui lui prodigue de nombreux conseils en vue du Tour.

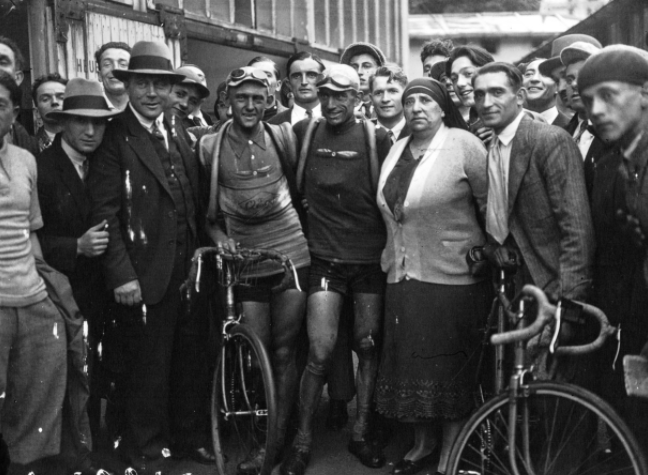
Antonin Magne, au centre, à l'arrivée du Tour de France.

Antonin Magne prend le départ du Tour de France 1931 au sein de l'équipe de France qui compte dans ses rangs le vainqueur sortant, André Leducq. Il s'empare du maillot jaune à l'issue de la neuvième étape entre Pau et Luchon qu'il remporte, mettant ainsi à profit les conseils donnés par Fontan. Devancé par un groupe de coureurs échappés, dont le Belge Jef Demuysere, dans les cols d'Aubisque et du Tourmalet, Antonin Magne revient sur la tête de course dans la descente de ce dernier. Il profite de la crevaison de son rival belge pour partir seul en tête dans le col de Peyresourde et franchir la ligne d'arrivée en vainqueur avec 4 min 42 s d'avance sur le coureur italien Antonio Pesenti et plus de 8 minutes sur le duo belge composé de Jef Demuysere et Maurice De Waele. Il endosse ainsi le maillot jaune pour la première fois de sa carrière, avec plus de 9 minutes d'avance sur son plus proche poursuivant, bénéficiant notamment des bonifications attribuées au vainqueur de l'étape,.
Alors que l'emprise de l'équipe de France sur la course semble certaine, la position d'Antonin Magne est menacée lors de la traversée des Alpes. Les Italiens Antonio Pesenti, Eugenio Gestri et Felice Gremo passent à l'attaque dans la quatorzième étape entre Cannes et Nice, obligeant le leader de la course à mener seul la chasse et à concéder plusieurs minutes. Lors de l'étape suivante, entre Nice et Gap, c'est le Belge Jef Demuysere qui lance une offensive et remporte l'étape. Antonin Magne, victime de plusieurs incidents mécaniques, concède alors 2 min 22 s, un retard qui aurait pu s'avérer plus important sans l'aide de son coéquipier Charles Pélissier. Le maillot jaune est poussé dans ses derniers retranchements lors de l'avant-dernière étape entre Charleville et Malo-les-Bains. Il subit pendant 170 kilomètres, sous une pluie battante, les attaques conjuguées des Belges Jef Demuysere et Gaston Rebry. Malmené dans les secteurs pavés, Antonin Magne fournit de gros efforts pour ne pas se laisser décrocher. Il franchit la ligne d'arrivée en compagnie de Jef Demuysere, à 11 secondes de Gaston Rebry, vainqueur de l'étape, et conserve finalement la première place du classement général. Il est sacré le lendemain à Paris et remporte ainsi son premier Tour de France, le deuxième consécutif pour l'équipe de France,.
Après la fin du Tour, alors que le vainqueur honore traditionnellement une série de contrats pour des épreuves disputées sur les pistes des vélodromes, Antonin Magne doit rester alité pendant un mois à la suite d'une intoxication alimentaire, causée par l'absorption de crustacés lors d'un repas avec ses coéquipiers pour fêter sa victoire.
En 1931, il apparait dans son propre rôle dans le film Hardi les gars ! réalisé par Maurice Champreux,.

#### Déceptions et places d'honneur (1932-1933)
Antonin Magne retrouve une équipe pour la saison 1932 en rejoignant les rangs de la formation France-Sport, qui engage également son frère Pierre et son ami Julien Moineau depuis l'année précédente. Il prend la décision de ne pas s'aligner au départ du Tour de France, dont il est le tenant du titre, et fait du championnat de France, sur le circuit de Montlhéry, son principal objectif de la saison. En tête tout au long de la course, il place une accélération dans le dernier tour et se retrouve seul avec André Godinat au sommet de la côte Lapize, où il choisit de changer de vélo pour emprunter un vélo de piste jusqu'à l'arrivée. Il perd du temps en essayant de remettre ses cale-pieds, ce qui profite à Godinat qui s'impose finalement en solitaire devant Magne. Sélectionné pour les championnats du monde à Rome avec Godinat et André Leducq, qui vient de remporter son second Tour de France, il ne peut disputer ses chances dans le final de l'épreuve en raison d'un mauvais choix de braquet. Il ne remporte cette année-là que deux victoires mineures, le Circuit des Pyrénées-Orientales et la deuxième étape du Grand Prix de l'Écho d'Alger, dont il prend la deuxième place du classement général derrière son frère.
En 1933, Antonin Magne accumule les places d'honneur tout en jouant de malchance. Dans Paris-Roubaix, il s'échappe avec Sylvère Maes et Julien Vervaecke mais ne peut disputer la victoire aux deux coureurs belges : victime d'une chute en voulant sauter un trottoir, il abandonne. Retardé par des incidents mécaniques, il n'obtient que la quatorzième place de Paris-Bruxelles, puis n'est devancé que par Jules Merviel dans Paris-Tours. Au championnat de France, il est seul en tête avec Roger Lapébie pendant plusieurs tours, mais alors qu'un groupe de poursuivants, avec Georges Speicher, André Leducq et René Bernard, tente d'opérer la jonction, Lapébie s'échappe à l'entame du dernier tour pour décrocher le titre. Antonin Magne, qui résiste au retour des autres coureurs, s'assure la deuxième place,.
Il fait son retour sur les routes du Tour de France la même année. Distancé dans la première étape entre Paris et Lille, il accuse alors un retard de 21 minutes, ce qui lui fait abandonner toute chance de victoire finale. Dès lors, il se mue en équipier pour ses camarades de l'équipe de France, tout d'abord Maurice Archambaud, maillot jaune jusque dans les Alpes, puis Georges Speicher, finalement vainqueur de l'épreuve. Il s'illustre particulièrement dans les cols aux côtés de ce dernier, moins bon grimpeur que lui. Huitième du classement général, Antonin Magne se classe également deuxième du premier Grand Prix de la montagne du Tour avec 81 points, un classement dominé par l'Espagnol Vicente Trueba avec 134 points,. Une nouvelle fois sélectionné pour les championnats du monde, disputés sur le circuit de Montlhéry, il fait preuve d'une excellente condition physique dès le début de l'épreuve, annihilant tour à tour les tentatives d'échappée des concurrents étrangers. Il protège ensuite la fuite de son coéquipier Georges Speicher, qui remporte le titre de champion du monde, tandis que Magne s'assure la deuxième place dans le dernier tour du circuit en battant au sprint le Néerlandais Marinus Valentijn,.
En fin de saison, il participe à plusieurs épreuves sur piste au Vélodrome d'Hiver en compagnie de René Le Grevès. Ensemble, ils se classent régulièrement dans les cinq premiers du classement, bien que n'étant pas spécialistes, comme sur le Grand Prix du Salon, le Prix Dupré-Lapize ou encore le Prix Goullet-Fogler.

#### Deuxième victoire sur le Tour (1934)

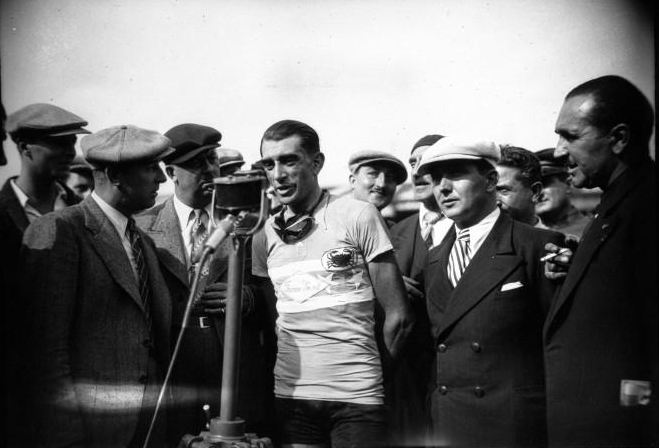
Antonin Magne à l'arrivée du Grand Prix des Nations.

Encouragé par ses bonnes performances sur la piste, Antonin Magne dispute les Six Jours de Paris en mars 1934, associé à Émile Ignat. Le duo fait bonne figure tout au long de l'épreuve et se classe finalement quatrième, dans le même tour que les vainqueurs néerlandais Jan Pijnenburg et Cor Wals. Au début du mois de mai, il prend la troisième place de Paris-Saint-Étienne derrière Roger Lapébie et Charles Pélissier. Il démontre ensuite sa puissance dans le Circuit de Paris en s'échappant dès le début de la course. Yves Le Goff, le seul coureur à résister, se met alors dans sa roue et refuse de le relayer. Cela favorise le retour de Charles Pélissier qui s'impose finalement, tandis que Magne se classe troisième. Il est ensuite l'un des principaux animateurs du championnat de France en étant l'un des premiers attaquants. Malgré un accrochage avec le public, qui l'envoie à terre en même temps que Jules Merviel, il revient sur le groupe de tête et tente à nouveau de s'échapper, en vain. Dans un sprint à cinq, il est finalement devancé par Raymond Louviot qui endosse le maillot de champion de France. Antonin Magne se classe deuxième, pour la troisième année consécutive.
Il est retenu en équipe de France pour le Tour 1934 qui présente plusieurs favoris parmi lesquels Georges Speicher, tenant du titre et qui remporte la première étape. Le lendemain, il est victime d'une cassure dans le peloton sur la route de Charleville et concède plus de 15 minutes. Deuxième de l'étape derrière son compatriote René Le Grevès, Antonin Magne revêt alors le maillot jaune. L'équipe de France affirme sa domination sur l'épreuve en remportant les sept premières étapes tandis qu'Antonin Magne conserve sa position en tête du classement général avec 7 min 57 s d'avance sur l'Italien Giuseppe Martano. Deuxième à Grenoble et Cannes, vainqueur d'étape à Gap, ce dernier se rapproche à 2 min 5 s du maillot jaune à la sortie des Alpes.

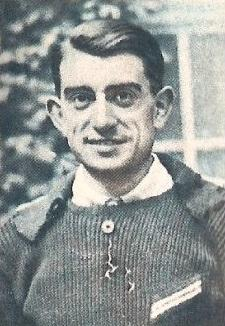
Antonin Magne au milieu des années 1930.

La traversée des Pyrénées forge alors la légende de ce Tour. Lors de la quinzième étape entre Perpignan et Ax-les-Thermes, Antonin Magne chute dans la descente du col de Puymorens et brise sa roue, tandis que Giuseppe Martano profite de l'incident pour le distancer. Le jeune René Vietto, membre de l'équipe de France âgé de vingt ans et qui a ébloui tous les suiveurs du Tour par ses talents de grimpeur en remportant trois étapes dans les Alpes, se sacrifie pour son leader et lui offre sa roue. Malheureusement pour Antonin Magne, le cadre de son vélo est lui aussi endommagé par la chute et le maillot jaune doit s'arrêter quelques centaines de mètres plus loin pour échanger son vélo contre celui de Georges Speicher. Grâce au sacrifice de ses deux coéquipiers, Magne limite son retard à 45 secondes sur Giuseppe Martano. Le lendemain, entre Ax-les-Thermes et Luchon, René Vietto est en tête de la course. Averti qu'Antonin Magne est arrêté dans la descente du col de Portet-d'Aspet, victime d'un incident technique, René Vietto fait demi-tour pour porter une nouvelle fois assistance à son leader en lui cédant son vélo. Grâce à ce second sacrifice de Vietto, puis à l'aide de Roger Lapébie, qui roule avec lui en fin d'étape, Antonin Magne rejoint le groupe des favoris, dans lequel figure son rival Giuseppe Martano, avant l'arrivée. Comme à l'issue de l'étape précédente, le Français conserve la première place du classement général,.
Il remporte sa première victoire d'étape sur ce Tour le lendemain, entre Luchon et Tarbes, profitant des cols de Peyresourde et d'Aspin pour distancer Martano de près de 13 minutes. Il se distingue également en s'imposant entre La Roche-sur-Yon et Nantes, mettant à profit ses qualités de rouleur lors du premier contre-la-montre individuel de l'histoire du Tour de France. Maillot jaune depuis la deuxième étape, Antonin Magne le conserve jusqu'à Paris et remporte ainsi son deuxième Tour de France, avec plus de 27 minutes d'avance sur Giuseppe Martano et 52 minutes sur son compatriote Roger Lapébie qui complète le podium. En plus de la victoire au général, l'équipe de France assomme l'épreuve avec dix-neuf victoires d'étapes et le prix du meilleur grimpeur pour René Vietto,.
Son deuxième succès sur la Grande Boucle est suivi d'une déception : à Leipzig, lors des championnats du monde, il est seul en tête à l'entrée du dernier tour de circuit, avec une avance de plus d'une minute sur le peloton, mais une crevaison le retarde. Il ne peut empêcher le retour de ses rivaux et ne parvient pas à se mêler au sprint pour la victoire. Il gagne ensuite le Grand Prix des Nations, une épreuve contre-la-montre créée deux ans plus tôt,. Sa domination dans l'épreuve est totale : Amédée Fournier, deuxième, est relégué à 59 secondes, tandis que le troisième, l'Espagnol Luciano Montero, concède près de 5 minutes.

#### Les Nations, le podium du Tour et le titre de champion du monde (1935-1936)

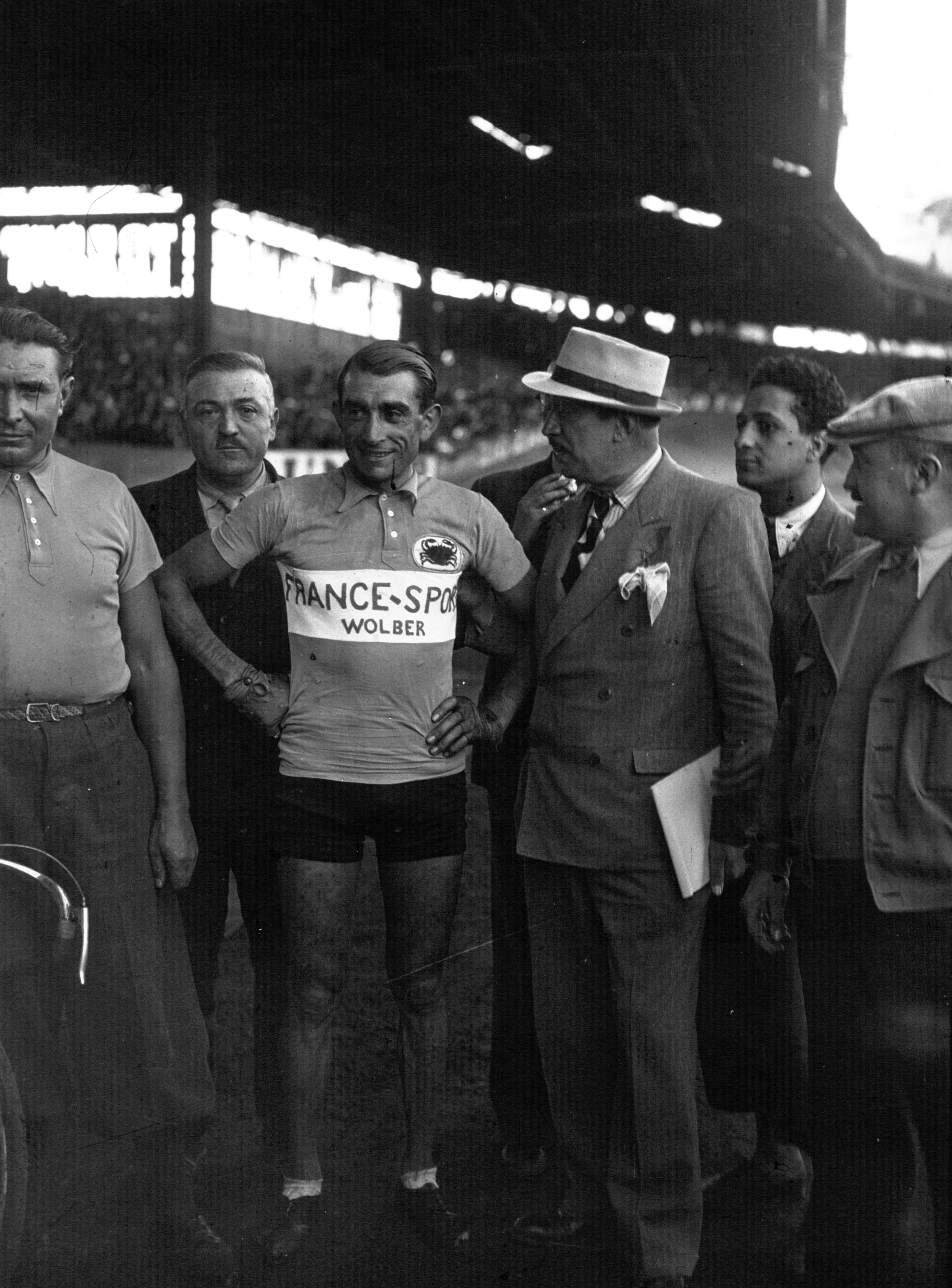
Antonin Magne à l'arrivée du Grand Prix des Nations 1935.

Au début de la saison 1935, Antonin Magne participe aux Six Jours de Bruxelles avec Albert Buysse. Le duo, bien engagé pour la victoire, perd finalement toutes ses chances à quelques tours de l'arrivée : les deux coureurs emmêlent leurs guidons lors d'un passage de relais et chutent lourdement sur la piste. Ils se classent finalement troisièmes. Présent au sein de l'équipe de France sur le Tour de France 1935 pour défendre son titre, Antonin Magne quitte la course dès la septième étape. Percuté par une voiture dans le col du Télégraphe, il est gravement blessé et ne peut reprendre la route. Il occupait alors la deuxième place du classement général derrière le Belge Romain Maes, futur vainqueur. Après quelques jours de convalescence, le journaliste Gaston Bénac l'invite à suivre le Tour dans les Pyrénées à bord de sa voiture et c'est ainsi que Magne écrit plusieurs articles pour le journal Paris-Soir. Quelques semaines plus tard, il remporte une deuxième victoire consécutive dans le Grand Prix des Nations, avec trois minutes d'avance sur le Belge Edgard De Caluwé. Lors de la saison d'hiver, il obtient un succès sur la piste du Vélodrome d'Hiver avec Charles Pélissier, à l'occasion du Prix Goullet-Fogler.

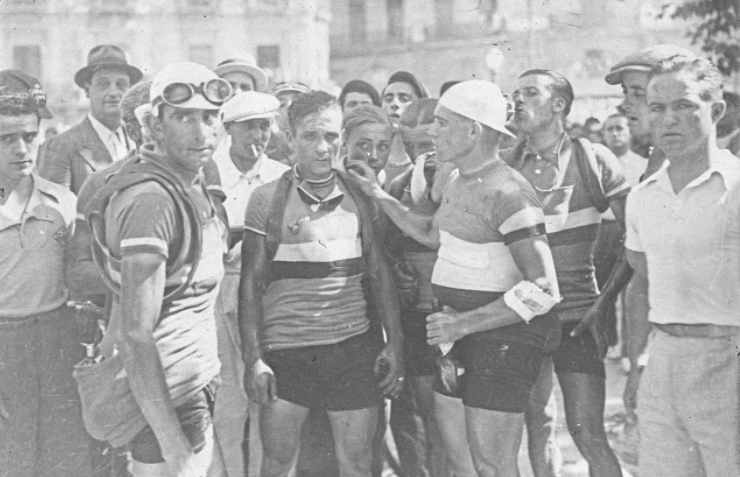
Antonin Magne, à gauche, les lunettes sur la casquette, avec ses équipiers.

Antonin Magne prend le départ du Tour de France 1936 en tant que leader de l'équipe de France. C'est pourtant son coéquipier Maurice Archambaud qui revêt le maillot jaune après sa victoire d'étape à Belfort, mais ce dernier, blessé au cours de l'étape entre Évian et Aix-les-Bains, doit le céder au Belge Sylvère Maes à Briançon, au soir de la huitième étape. Arrivé parmi les favoris, Antonin Magne en profite pour remonter à la troisième place du classement général derrière le Luxembourgeois Pierre Clemens et à moins de 2 minutes du leader. Il décide alors d'attaquer le lendemain sur les pentes du col d'Izoard mais ne parvient pas à distancer Sylvère Maes. Il perd même une minute sur ce dernier à l'arrivée à Digne, puis une autre dans l'étape suivante qui conduit le peloton à Nice. Les deux contre-la-montre par équipes organisés entre Nîmes et Montpellier puis Narbonne et Perpignan ne changent pas la donne : les Belges s'imposent et Sylvère Maes creuse plus encore l'écart avec Antonin Magne, relégué à près de 8 minutes au pied des Pyrénées. La deuxième place du classement général, désormais occupée par le Belge Félicien Vervaecke, semble elle aussi s'éloigner pour le coureur français. La grande étape pyrénéenne entre Luchon et Pau apparaît comme sa dernière chance de s'emparer du maillot jaune. Il attaque alors dans la montée du col du Tourmalet avant de sombrer littéralement, accusant désormais un retard de plus de 26 minutes au classement général. Il remonte toutefois à la deuxième place, bénéficiant d'une pénalité de dix minutes infligée à Félicien Vervaecke, mais recule à nouveau après les deux victoires belges en contre-la-montre par équipes à La Rochelle et Cholet. L'équipe de France met fin à la domination belge face au chronomètre lors de l'avant-dernière étape entre Vire et Caen, ce qui permet finalement à Antonin Magne d'achever ce Tour de France à la deuxième place du classement général,.
Antonin Magne remporte l'un des plus beaux titres de sa carrière le 3 septembre 1936 sur le circuit de Bremgarten, près de Berne, où se déroulent les championnats du monde. Il attaque dès le cinquantième kilomètre et mène une échappée en compagnie d'une dizaine de coureurs, alors que les conditions météorologiques sont éprouvantes, dans le froid et la pluie. Il se détache à 70 kilomètres de l'arrivée, après avoir brûlé le ravitaillement, pour former un groupe de trois avec le Belge Gustaaf Deloor et le Danois Werner Grundahl. Alors que le peloton se rapproche à moins de 3 minutes, il relance l'allure tandis que Deloor est victime d'une crevaison. À trois tours de l'arrivée, il place une accélération dans l'une des côtes du parcours et se retrouve seul à l'avant. Intouchable, il franchit la ligne d'arrivée en tête en devançant l'Italien Aldo Bini de 9 min 27 s. Il devient ainsi le deuxième français à revêtir le maillot arc-en-ciel après Georges Speicher en 1933,.
Après sa victoire aux Mondiaux, il s'aligne sur le Grand Prix des Nations et y remporte une troisième victoire consécutive. Mal en point en cours d'épreuve, proche de l'abandon, il se laisse persuader par son directeur sportif, Romain Bellenger, de poursuivre et s'impose avec plus de 2 minutes d'avance sur Pierre Cogan.

#### Derniers succès et fin de carrière (1937-1939)

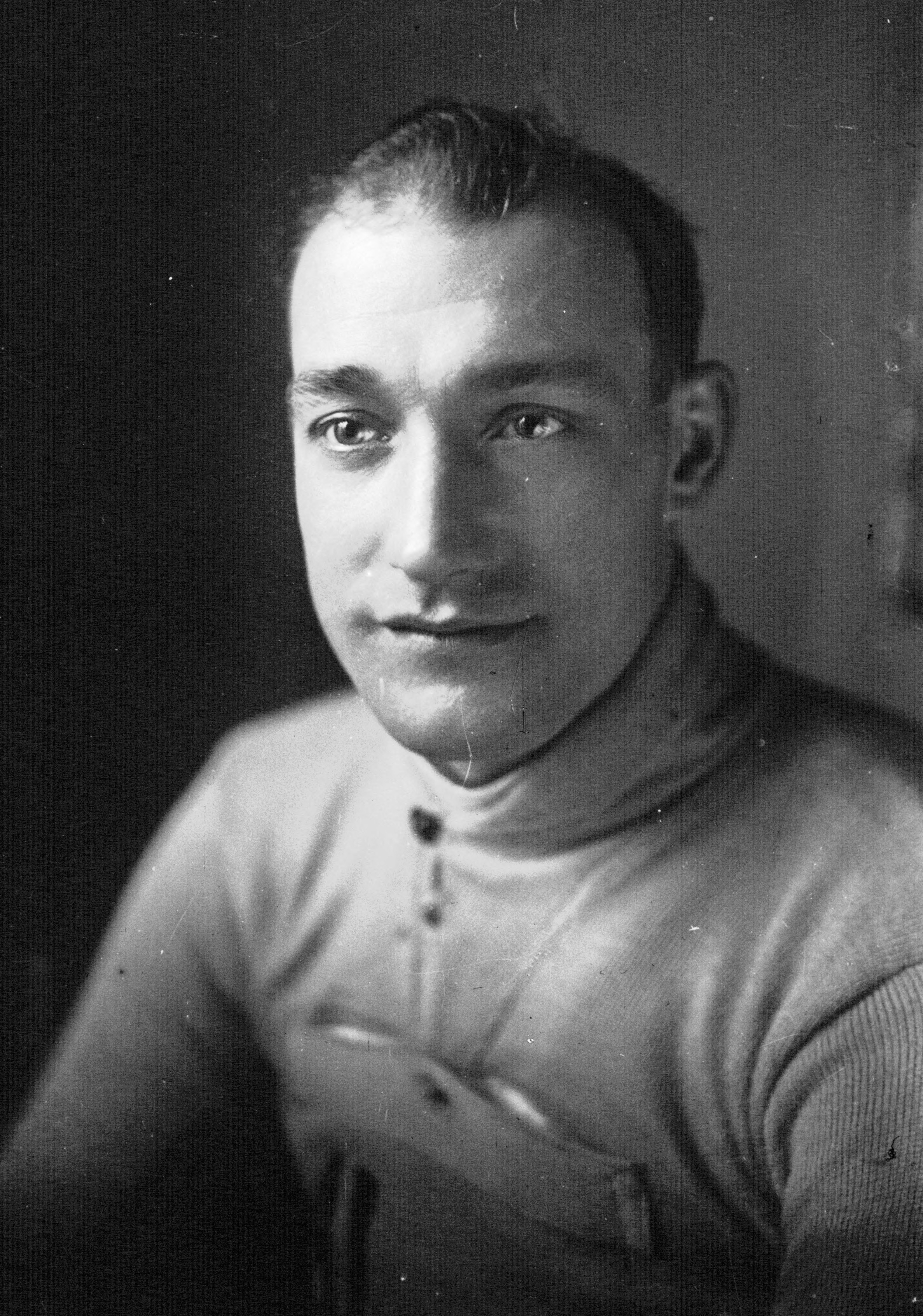
André Leducq, ici en 1931, ami fidèle de Magne et vainqueur avec lui de la dernière étape du Tour 1938.

Au début de l'année 1937, Antonin Magne est perturbé dans sa préparation par un accident de voiture au volant de sa Panhard, dans lequel sa femme est gravement blessée à la mâchoire, puis par le décès de son ami André Raynaud lors d'une course sur piste à Anvers. Blessé au genou dans son accident, Magne retrouve peu à peu le rythme de la compétition. Il prend la huitième place de Paris-Tours, au sein du peloton de tête réglé au sprint par le Belge Gustave Danneels, puis se classe deuxième du Circuit de Paris derrière Karel Kaers. Il échoue une nouvelle fois dans sa conquête du maillot de champion de France, qui revient à Georges Speicher, et ne s'aligne pas au départ du Tour de France, comme il l'avait annoncé en début de saison.
Il fait son retour sur la Grande Boucle en 1938 en tant que capitaine de route de l'équipe de France. Les coureurs tricolores connaissent des difficultés en début de Tour avec l'abandon du champion de France, Paul Maye, puis celui de Sylvain Marcaillou. De son côté, Antonin Magne se distingue une première fois à Montpellier, lors de la dixième étape qu'il remporte, puis une autre lors de la dernière étape entre Lille et Paris. À 55 kilomètres de l'arrivée, il sort du peloton en compagnie de son ami André Leducq et les deux coureurs se relaient intensément pour résister au retour du peloton. Ils franchissent la ligne d'arrivée sous les applaudissements des 50 000 spectateurs du Parc des Princes en se tenant par l'épaule et sont classés premiers ex æquo de l'étape. Il obtient finalement la huitième place du classement général et fait ses adieux au Tour de France à l'issue de ce dernier succès,.
Antonin Magne remporte la dernière victoire de sa carrière à la fin du mois de juin 1939 sur le Critérium d'Europe. Le classement de cette épreuve, disputée en circuit au jardin des Tuileries sur 100 kilomètres, est établi par l'addition de points lors des sprints intermédiaires. Échappé dès le deuxième tour, il conserve la tête de la course jusqu'au bout et termine avec un tour d'avance sur le deuxième, Amédée Fournier,. Il est par ailleurs engagé, lors de cette saison 1939, par l'équipe Mercier, qui décide la création d'une filiale « Antonin Magne », permettant ainsi au coureur de disputer ses dernières courses sous un maillot portant son nom.

### Après carrière

#### Seconde Guerre mondiale

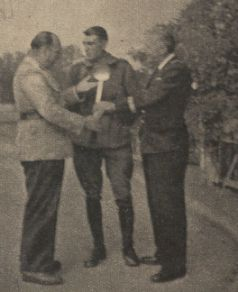
Antonin Magne interviewé avec une louche par Georges Briquet (gauche) et Alex Virot (droite).

Antonin Magne est mobilisé dès les premiers jours de la Seconde Guerre mondiale dans une unité du Train à Bordeaux, et plus particulièrement affecté à la lutte antiaérienne. Alors que son père meurt pendant l'exode de 1940 et que son frère Pierre est fait prisonnier en mai 1940, il assume la gestion de la ferme familiale de Livry-Gargan aux côtés de sa mère dès le mois d'août 1940. Il fait prospérer l'exploitation agricole et se retrouve à la tête d'un troupeau de vingt-deux vaches, alors qu'il n'en possédait que sept à ses débuts. Il devient même président du syndicat des laitiers-nourrisseurs de la région de Paris après la Libération,. Pendant ces années de guerre, Antonin Magne délaisse le cyclisme, mais il effectue néanmoins sa première expérience de directeur sportif en 1943 à l'occasion d'un match Paris-Province. Son ami André Leducq, à la tête de l'équipe parisienne, le sollicite pour diriger les Provinciaux, groupe dans lequel figure le vainqueur de l'épreuve Louis Déprez.

#### Directeur sportif (1945-1969)

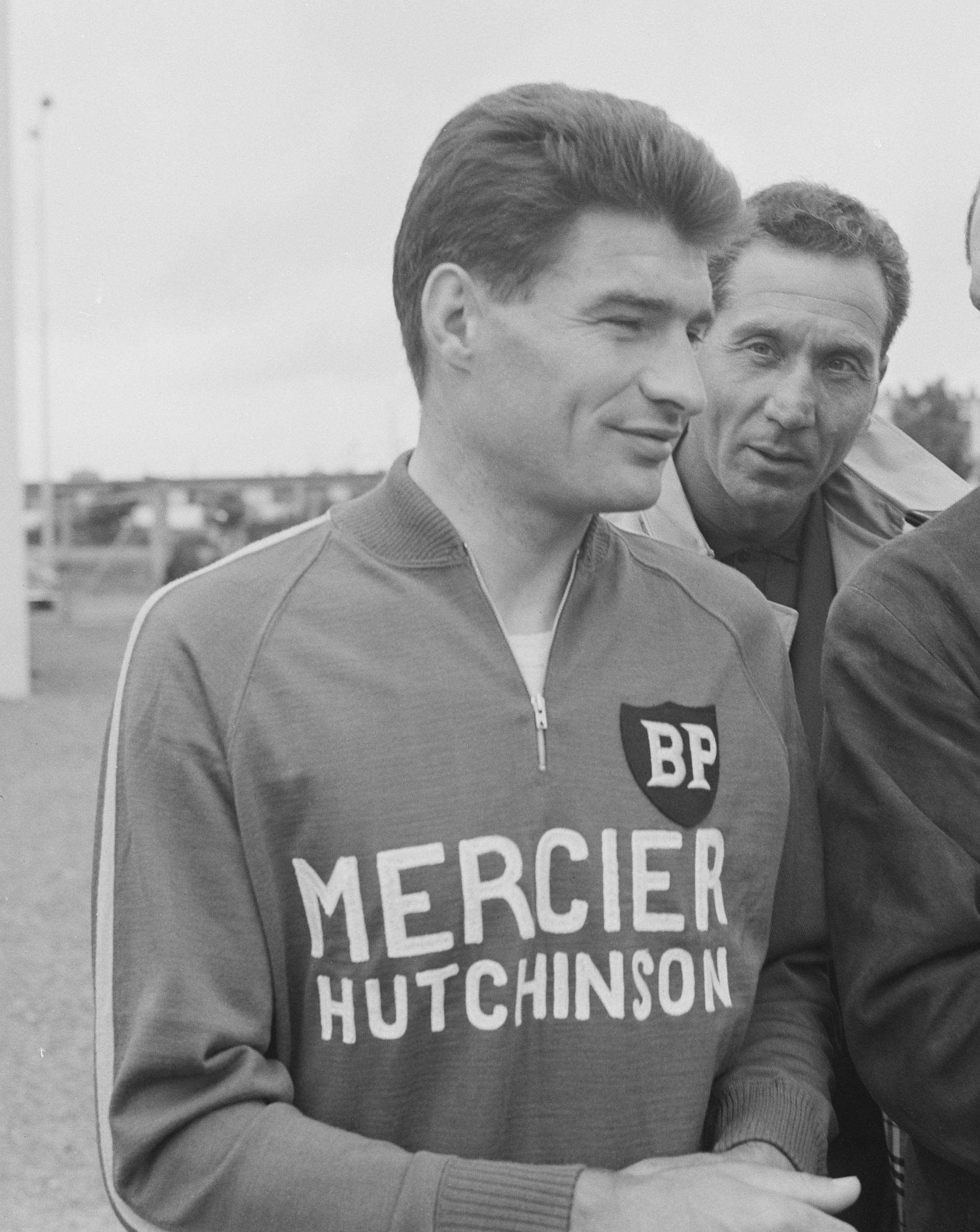
Raymond Poulidor est l'un des coureurs dirigés par Antonin Magne.

En octobre 1945, Antonin Magne succède à Pierre Pierrard au poste de directeur sportif de la formation Mercier, qui est alors organisée autour de Marcel Kint et Rik Van Steenbergen, deux coureurs belges de renom. Étant donné que les meilleurs coureurs français sont déjà sous contrat avec d'autres marques, Magne choisit d'engager de jeunes coureurs et d'assurer leur formation. Ces derniers sont parfois engagés dans les équipes filiales de Mercier avant d'être intégrés au sein de l'équipe principale. Ils contribuent à la hisser au premier plan, à l'image du titre de champion de France de Jean Rey en 1949, de la victoire de Jacques Moujica sur Bordeaux-Paris la même année, de celle de Bernard Gauthier sur la même course en 1951, ou encore du succès de Maurice Diot sur Paris-Brest-Paris la même saison. Leader de l'équipe, Rik Van Steenbergen lui apporte des succès de prestige, comme le Tour des Flandres 1946, Paris-Roubaix 1948 et 1952, la Flèche wallonne en 1949 ou encore Paris-Bruxelles en 1950, une course également remportée en 1949 par Maurice Diot, puis en 1951 par Jean Guéguen. Certains coureurs se distinguent par une fidélité exemplaire à l'égard d'Antonin Magne et de son équipe, comme Bernard Gauthier qui effectue l'ensemble de sa carrière sous ses ordres, en remportant notamment quatre victoires sur Bordeaux-Paris et le titre de champion de France en 1956 sous le maillot Mercier, aux couleurs violine et or, ou encore Robert Cazala, vainqueur de deux étapes du Tour de France et membre de la formation Mercier pendant onze saisons. Antonin Magne est très vite reconnu comme l'un des meilleurs directeurs sportifs du peloton, à l'image de Francis Pélissier. Il se distingue par un style inimitable, portant une blouse blanche et un béret basque.
L'équipe d'Antonin Magne domine le cyclisme mondial tout au long des années 1950. Elle connaît une période faste et accumule des succès, notamment grâce à l'affirmation de grands champions comme le Belge Raymond Impanis, qui remporte Paris-Roubaix, le Tour des Flandres et Paris-Nice en 1954. Dans son sillage, Alfred De Bruyne gagne en 1956 Milan-San Remo, Liège-Bastogne-Liège et Paris-Nice. C'est également à cette époque que Louison Bobet, champion du monde et déjà deux fois vainqueur du Tour de France, rejoint l'équipe. Sous la direction de Magne, il remporte le Tour des Flandres et le Critérium du Dauphiné libéré en 1955, puis Paris-Roubaix l'année suivante. En marge de ces victoires prestigieuses, la formation Mercier affirme sa domination sur les principales épreuves françaises, à l'image des trois victoires consécutives sur le Critérium national entre 1953 et 1955 avec Robert Desbats, Roger Hassenforder et René Privat, de même que les trois succès sur Paris-Tours entre 1954 et 1956 avec Gilbert Scodeller, Jacques Dupont et Albert Bouvet. Les coureurs d'Antonin Magne réalisent souvent de bonnes performances d'ensemble, comme sur le championnat de France 1956, remporté par son coureur Bernard Gauthier et dans lequel sept coureurs de l'équipe Mercier se classent parmi les dix premiers.
Au début des années 1960, Antonin Magne trouve un nouveau leader pour sa formation en la personne de Raymond Poulidor, qui remporte notamment sous ses ordres Milan-San Remo 1961, la Flèche wallonne 1963, trois succès dans le Critérium national, le Tour d'Espagne 1964 et obtient plusieurs podiums sur le Tour de France. Au-delà de leurs relations professionnelles, les deux hommes nouent une forte amitié pendant leur collaboration, basée sur une estime mutuelle.

#### Dernières années
Antonin Magne quitte la direction sportive de Mercier à la fin de la saison 1969, après vingt-cinq ans à ce poste, qu'il cède à Louis Caput. L'année suivante, il accepte la présidence de la commission des professionnels de la Fédération française de cyclisme, qu'il laisse deux ans plus tard à Olivier Dussaix, tout en restant attaché à cette commission. Il officie également comme délégué de la Fédération française aux congrès de l'Union cycliste internationale et préside l'Association des anciens du cyclisme. En décembre 1981, les anciens coureurs d'Antonin Magne se réunissent au restaurant de la Forêt à Orry-la-Ville pour le célébrer, à l'invitation de Louis Caput et de son ancien coureur René Fournier.
Atteint de la maladie de Parkinson, Antonin Magne meurt le 8 septembre 1983 à Arcachon, où il avait pris l'habitude de passer les mois d'été lors des dernières années de sa vie. Une cérémonie religieuse se tient d'abord à la basilique Notre-Dame d'Arcachon, tandis que les obsèques sont célébrées le 13 septembre suivant à Livry-Gargan, en présence d'un grand nombre de ses anciens coureurs et de personnalités du sport. Un éloge lui est rendu par le maire de la commune, Alfred-Marcel Vincent, puis par Jean Durry, conservateur du musée national du Sport. Son corps est enterré au cimetière ancien de Livry-Gargan, rue de Vaujours, dans le même caveau que son frère et ses parents.

### Vie privée
À partir de 1931, Antonin Magne prend l'habitude de séjourner chaque année à Arcachon, chez son ami Julien Moineau, afin de préparer la saison sportive. L'année suivante, il y rencontre sa future épouse, Germaine Banos, en assistant au mariage d'un de ses amis. Antonin et Germaine se marient le 5 décembre 1934, à la mairie d'Arcachon. Leur union est célébrée par Julien Longau, adjoint au maire et président de l'UC Arcachonnaise, club auquel Magne est désormais licencié. Une cérémonie religieuse est organisée le lendemain à la basilique Notre-Dame de cette ville et le banquet se tient à l'hôtel de la Côte d'Argent à Andernos-les-Bains,
où logent de nombreux invités dont André Leducq. Le couple s'installe à Livry-Gargan mais séjourne régulièrement à Arcachon, où il possède une villa. C'est là que naissent leurs deux filles : Yvette, née en 1938, puis Josette, née en 1941.

## Style et personnalité

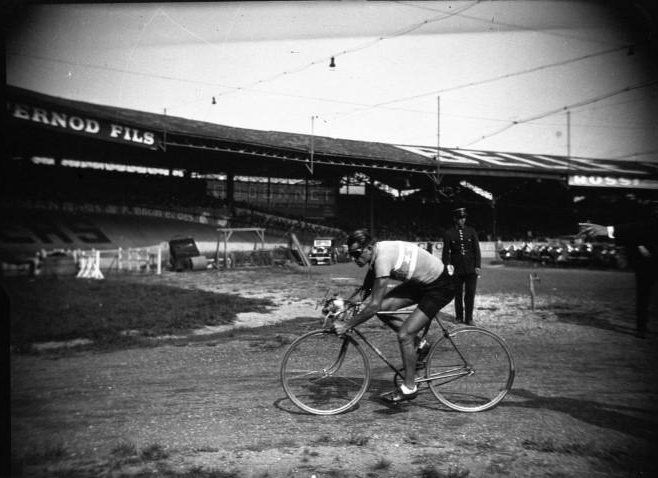
Antonin Magne dans le Grand Prix des Nations 1934.

Coureur complet, doté d'importantes qualités foncières, d'une grande intelligence de course et d'un courage exemplaire, Antonin Magne est reconnu comme « un modèle de méthode, d'application et de conscience professionnelle ». Précurseur dans les domaines de l'entraînement sportif et de la diététique, « Tonin le sage », ou « Tonin la méthode » préparait le Tour de France de façon méticuleuse et s'installait ainsi pendant un mois en début de saison à l'Hôtel de France de Nay, dans les Pyrénées, d'où il organisait des sorties pour reconnaître les cols. Il est l'un des coureurs préférés de l'écrivain Louis Nucéra, qui lui consacre plusieurs passages de son livre Mes rayons de soleil et déclare à propos du champion : « En lui, le dédain du style et des règles n'avait pas place. La vertu lui servait de mors, la volonté d'aiguillon. [...] Si la vraie liberté est de pouvoir agir sur soi, il en donnait l'exemple. »
Antonin Magne, dit aussi « Tonin le taciturne », fait preuve d'un tempérament secret, d'un caractère plutôt sombre, hermétique, à l'inverse de son ami André Leducq. Roger Bastide revient sur cette opposition : « Dédé Leducq, c'était la cigale, insouciante et prodigue et Tonin la fourmi, laborieuse et patiente ». Le journaliste Jacques Augendre affirme que les origines auvergnates et son enfance passée dans la ferme familiale tenue par son père font de lui « un paysan au sens le plus noble du terme, un homme de la terre élevé dans l'esprit des traditions rurales par un père qu'il vénérait et fortement attaché aux valeurs du travail. »
Antonin Magne avait fait sienne une devise empruntée au poète Alphonse de Lamartine, « la gloire ne peut être où la vertu n'est pas », et la fait figurer sur son papier à lettres. Il incarne ainsi « une probité et une éthique » qu'il souhaite transmettre, en tant que directeur sportif. Sa rigueur et sa volonté d'appliquer une discipline stricte lui viennent de Léopold Alibert, son ancien directeur chez Alléluia, qu'il présente comme son modèle. Proche de ses coureurs, voire paternel, il emploie systématiquement le vouvoiement quand il s'adresse à eux, aussi bien par respect que pour exercer son autorité. Il se montre exigeant et ne tolère aucun manquement à la règle. Louis Caput, son successeur à la tête de l'équipe Mercier, voit en Antonin Magne « un grand éducateur de l'esprit et du corps ».
Tout au long de sa carrière, Antonin Magne se pose en adversaire du dopage, pourtant répandu dans de nombreuses équipes. Il lui préfère les traitements homéopathiques et met en garde ses coureurs contre la facilité du recours au dopage pour améliorer ses performances. Il déclare ainsi, après sa retraite : « Je tenais au bon équilibre de mes coureurs et suis devenu un adepte des soins scientifiques qu'a apportés le corps médical spécialisé, mais j'ai appris beaucoup de vérités, et en premier lieu, le renforcement naturel de la volonté par des actes simples et répétés fidèlement, comme de soulever chaque jour une pierre à la même heure. En un mot, j'ai apporté à mes coureurs la notion de la vraie santé qui, seule, peut autoriser un renouvellement aisé des efforts. » Adepte de la radiesthésie, il auscultait ses coureurs à l'aide d'un pendule, et révéla ainsi peu avant sa mort à propos de Raymond Poulidor : « Ce garçon m'est aussitôt apparu comme un athlète d'une riche nature aux qualités hors du commun. Malheureusement, j'ai aussi constaté que la période juin-juillet lui était néfaste. Ses échecs dans le Tour relèvent de la fatalité et confirment le verdict du pendule. »

## Hommages et distinctions
Après sa disparition, Antonin Magne reçoit des éloges de l'ensemble du monde du cyclisme, auquel il a consacré toute sa vie. Le journaliste François Terbeen, son biographe, le qualifie d'« homme de fer que la gloire sportive avait choisi pour modèle ». Dans un entretien accordé à Vélo Magazine en février 1981, le directeur du Tour de France Jean-Marie Leblanc salue « dix-huit années de compétition, vingt-cinq années de direction sportive et dix années de fédéralisme : l'addition édifiante des services rendus au cyclisme » et reconnaît la discipline de vie du champion cycliste : « il y a chez ce cacique du cyclisme français quelque chose du Booz de Victor Hugo : cet homme marchait pur, loin des sentiers obliques. »
Il est fait chevalier de la Légion d'honneur en octobre 1962 par Maurice Herzog, secrétaire d'État à la Jeunesse et aux Sports, en présence de son directeur Émile Mercier et de Jacques Goddet et Félix Lévitan, directeurs du Tour de France, puis reçoit également le Guidon d'or en 1969. En 2002, Antonin Magne fait partie des coureurs retenus dans le Hall of Fame (Temple de la renommée) de l'Union cycliste internationale. Au cours de sa carrière, le challenge Sedis, qui récompense le meilleur cycliste routier professionnel de la saison en France, lui est attribué en 1934 et 1936.
Plusieurs lieux évoquent sa mémoire. Son nom est donné à une avenue d'Ytrac, sa ville natale. La ville de Livry-Gargan, en Seine-Saint-Denis, où il vécut une partie de sa vie, lui rend hommage en accueillant une étape du Tour de France 2004, l'année du centenaire de sa naissance. Une stèle à sa mémoire est érigée sur le square Haringey. Une course cyclosportive, « L'Antonin Magne », est organisée chaque année le deuxième dimanche de juillet au départ d'Aurillac. Une piste cyclable - promenade porte son nom à Strasbourg, le long du Canal de Dérivation des Faux-Remparts, entre l'Avenue Herrenschmidt et la Place de Haguenau. Un gymnase porte son nom à La Courneuve.

## Palmarès

### Palmarès année par année
| - 1923 - Circuit des monts du Roannais - Paris-Amiens - 1924 - Paris-Bernay - 1926 - Paris-Saint-Quentin - 2e du Circuit Vosges-Alsace - 1927 - 14e étape du Tour de France - Paris-Limoges - GP Wolber - 6e du Tour de France - 1928 - 13e et 21e étapes du Tour de France - 2e du Circuit de Champagne - 4e de Bordeaux-Paris - 6e du Tour de France - 1929 - Paris-Limoges - Circuit des villes d'eaux d'Auvergne : - Classement général - 2e étape - 2e de Marseille-Lyon - 2e du Tour de Corrèze - 7e du Tour de France - 1930 - 12e étape du Tour de France - Paris-Vichy - 1re et 3e étapes du Tour du Pays basque - 2e de Paris-Caen - 2e du Tour du Pays basque - 2e du Grand Prix du Marthonnais - 3e du Tour de France - 3e de Paris-Roubaix - 3e du Circuit d'Alger - 1931 - Tour de France : - Classement général - 9e étape - 1932 - Circuit des Pyrénées-Orientales - 2e étape du Grand Prix de l'Écho d'Alger - 2e du championnat de France sur route - 2e du Grand Prix de l'Écho d'Alger | - 1933 - 2e du championnat du monde sur route - 2e du championnat de France sur route - 2e de Paris-Tours - 8e du Tour de France - 1934 - Challenge Sedis - Tour de France : - Classement général - 17e et 21eb (contre-la-montre) étapes - Grand Prix des Nations (contre-la-montre) - 2e du championnat de France sur route - 3e de Paris-Saint-Étienne - 3e du Circuit de Paris - 1935 - Grand Prix des Nations (contre-la-montre) - Prix Goullet-Fogler (avec Charles Pélissier) - Prix du Salon (avec Charles Pélissier) - 3e du Critérium national - 3e des Six jours de Bruxelles (avec Achiel Buysse) - 1936 - Champion du monde sur route - Challenge Sedis - Grand Prix des Nations (contre-la-montre) - 20eb étape du Tour de France (contre-la-montre par équipes) - 2e du Tour de France - 2e du championnat de France sur route - 1937 - Critérium d'Europe - 2e du Circuit de Paris - 6e du Grand Prix des Nations - 8e de Paris-Tours - 1938 - 10ec et 21e étapes (ex æquo avec André Leducq) du Tour de France - 8e du Tour de France - 1939 - Critérium d'Europe - 3e de Marseille-Lyon - 9e de Paris-Roubaix |  |

### Résultats sur les grands tours

#### Tour de France
Antonin Magne fait partie des coureurs ayant remporté au moins deux étapes du Tour de France sur plus de dix années.
- 1927 : 6e, vainqueur de la 14e étape (contre-la-montre)
- 1928 : 6e, vainqueur des 13e et 21e étapes (contre-la-montre)
- 1929 : 7e
- 1930 : 3e, vainqueur de la 12e étape
- 1931 :  Vainqueur du classement général, vainqueur de la 9e étape,  maillot jaune pendant 16 jours
- 1933 : 8e
- 1934 :  Vainqueur du classement général, vainqueur des 17e et 21eb (contre-la-montre) étapes,   maillot jaune pendant 22 jours
- 1935 : abandon (7e étape)
- 1936 : 2e, vainqueur de l'étape 20eb (contre-la-montre)
- 1938 : 8e, vainqueur des 10ec et 21e étapes

#### Tour d'Italie
- 1931 : 29e
- 1932 : 34e